# Mimotrypopitys
Mimotrypopitys is een monotypisch geslacht van kevers uit de familie van de klopkevers (Anobiidae).

## Soort
- Mimotrypopitys inaequalis Pic, 1931